# Gerente-geral
General Manager ou simplesmente GM (em português: Gerente geral) é um termo que descreve pessoas do ramo executivo e de operações de negócio.